# Abudefduf nigrimargo
Abudefduf nigrimargo conhecido como Sargento de Taiwan ou Castanheta das rochas taiwanesa, é uma espécie de donzela descoberta em 2018 por Uejo, Wibowo e Motomura.

## Descoberta
Durante a sua descoberta foi confundido pelo A. caudobimaculatus (Okada e Ikeda, 1939), A. saxatilis (Linnaeus, 1758), A. troschelii (Gill, 1862) e A. vaigiensis (Quoy e Gaimard, 1825) por ter cinco faixas escuras na superfície lateral do corpo com interespaços amarelados dorsalmente, a nova espécie pode ser distinguida das outras pela seguinte combinação de raios da nadadeira peitoral, profundidade corporal relativamente maior e comprimento da nadadeira peitoral mais longo, cinco fileiras de escamas na bochecha; escamas na subórbita, geralmente contínuas sobre a área basal do lacrimal e muitas escamas na região anteroventral da cabeça.

## Nomes comuns
Possui poucos nomes comuns.
- Inglês: Taiwanese sergeantfish ou Black margin-scale sergeantfish[2]
- Italiano: Sergente taiwanese
- Japonês: アミメオヤビッチャ (Amimeoyabitcha)[3]
- Mandarim: 條紋豆娘魚 (Tiáowén dòu niáng yú)[4]
- Português: Sargento de Taiwan ou Castanheta das rochas taiwanesa

## Distribuição
Nesse momento a espécie foi encontrada no sul do Japão e Taiwan. Possivelmente pode ser encontrado na China, Ilhas Ryukyu e as Ilhas Ogasawara.

## Habitat
Seu habitat é igual a dos outros Abudefduf, águas rasas, costões rochosos, recifes de corais, estuários e manguezais.

## Alimentação
Se alimentam de plâncton, fitoplâncton, algas calcárias e copépodes.